# Chã Grande
Chã Grande é um município brasileiro do estado de Pernambuco, distante a 82 km da capital pernambucana Recife. O município é composto pelo distrito sede e pelos povoados Vila de Santa Luzia, Malhadinha e Beatriz Alves.

## História
O município foi instalado em 15 de março de 1964 e criado pela Lei Estadual nº 4961 em 20 de dezembro de 1963, sendo desmembrado da cidade de Gravatá.

## Geografia
Localiza-se a uma latitude 08º14'18" sul e a uma longitude 35º27'42" oeste, estando a uma altitude de 470 metros. Sua população estimada em 2010 era de 20.020 habitantes.
O município está incluído na área geográfica de abrangência do semiárido brasileiro, definida pelo Ministério da Integração Nacional em 2005.  Esta delimitação tem como critérios o índice pluviométrico inferior a 800 mm, o índice de aridez até 0,5 e o risco de seca maior que 60%.